# Башни Метроплаза
Башни Метроплаза (Metroplaza Towers, 新都會廣場) — гонконгский высотный комплекс, расположенный в округе Кхуайчхин, в районе Кхуайфон. Состоит из двух 47-этажных офисных башен — Метроплаза 2 (209 м) и Метроплаза 1 (174 м). Также в состав комплекса входят торговый центр, рестораны, паркинг, спортивно-развлекательный клуб (Grand Royal Club), сад и детская площадка. Башни Метроплаза построены в 1992 году в стиле постмодернизма. Ночью логотип комплекса, размещённый на вершине башни Метроплаза 2, светится и служит хорошим ориентиром. Девелопером комплекса Метроплаза является компания Sun Hung Kai Properties.
|          |     |                |
| Кхуайфон | Сад | Торговый центр |